# P-pop
P-pop, Nhạc đại chúng Philippines (tiếng Tagalog và tiếng Anh: Pinoy pop hay Filipino pop, viết tắt là OPM pop) ý chỉ nền âm nhạc đại chúng đương đại ở Philippines. Khởi đầu từ thập niên 1970, nhạc đại chúng Philippines là một dòng nhạc đang phát triển. Nó bắt nguồn từ một dòng nhạc rộng lớn hơn, bao quát hơn là nhạc Philippines nguyên bản (tiếng Anh: Original Pilipino Music, viết tắt: OPM).

## Nghệ sĩ tiêu biểu

### Nữ ca sĩ
| - Sarah Geronimo - Joey Albert - Barbie Almalbis - Sharon Cuneta - Donna Cruz - Juris Fernandez - Kyla - Rachelle Ann Go - Yeng Constantino - Charice - KC Concepcion - Claire dela Fuente - Pops Fernandez - Toni Gonzaga - Rita Iringan - Carol Banawa - Tootsie Guevara - Julie Anne San Jose - Jaya - Karylle - Frencheska Farr - Sylvia La Torre - Kim Molina - Liezel Garcia - Maricris Garcia - Celeste Legaspi - Kathryn Bernardo - Nadine Lustre - Nikki Gil - Donnalyn Bartolome - Regine Velasquez - Zsa Zsa Padilla - Agot Isidro - Anja Aguilar - Anna Fegi - Roselle Nava - Jennylyn Mercado - Yasmien Kurdi - Klarisse de Guzman - Morissette Amon - Maymay Entrata - Rose Fostanes - Janella Salvador - Odette Quesada - Lovi Poe - Judy Ann Santos - Maine Mendoza - Yassi Pressman - Kim Domingo - Dulce | - Zia Quizon - Laarni Lozada - Vina Morales - Kitchie Nadal - Dianne dela Fuente - Sitti Navarro - Nina - Sheryn Regis - Manilyn Reynes - Didith Reyes - Ella May Saison - Lea Salonga - Cris Villonco - Aicelle Santos - Aiza Seguerra - Kim Chiu - Lyca Gairanod - KZ Tandingan - Acel Van Ommen - Jamie Rivera - Princess Velasco - Anne Curtis - Jona - Imelda Papin - Maja Salvador - Alex Gonzaga - Jasmine Trias - Jolina Magdangal - Angeline Quinto - Jessa Zaragoza - Kuh Ledesma - Ivy Violan - Lilet - Dessa - Rachel Alejandro - Geneva Cruz - Liezel Garcia - Pilita Corrales - Sabrina - Grace Nono - Ruffa Mae Quinto - Vilma Santos - Viktoria - Eva Eugenio - Janelle Jamer - Heart Evangelista - Barbie Forteza - Nora Aunor - Pokwang - Ai-Ai delas Alas - Kisses Delavin |

### Nam ca sĩ
| - Freddie Aguilar - Ogie Alcasid - Hajji Alejandro - Dingdong Avanzado - Christian Bautista - Mark Bautista - Ryan Cayabyab - José Mari Chan - Sam Concepcion - Dong Abay - Darren Espanto - Dennis Trillo - Janno Gibbs - Jay R - Kris Lawrence - Raymond Lauchengco - James Reid - Willie Revillame - Sam Milby - Randy Santiago - Florante - RJ Jimenez - Gary Granada - Wency Cornejo - Vhong Navarro - Bayani Agbayani - Nonoy Zuñiga - Marco Sison - Bugoy Drilon - Kean Cipriano - Mitoy Yonting - Jason James Dy - Bamboo Mañalac - Rayver Cruz - Josh Santana - Alden Richards - Rico Blanco | - Elmo Magalona - Rodel Naval - Martin Nievera - Daniel Padilla - Richard Poon - Rico J. Puno - Khalil Ramos - Erik Santos - Ariel Rivera - Basil Valdez - Gary Valenciano - Victor Wood - Coco Martin - Rey Valera - Jake Vargas - Vice Ganda - Xian Lim - Gino Padilla - Somedaydream - Enrique Gil - Piolo Pascual - Michael V. - Quest - Jimmy Bondoc - Jed Madela - April Boy Regino - Blakdyak - Richard Yap - Bryan Termulo - Lito Camo - Enchong Dee - Yoyoy Villame - Billy Crawford - Subas Herrero - Chito Miranda - Noel Cabangon - Brenan Espartinez - Jericho Rosales |

### Nhóm/Ban nhạc
| - 1:43 - 1st.One - 4th Impact - 17:28 - 3LOGY - 3rd Avenue - AfterImage - APO Hiking Society - Asin - Bayang Barrios - BoybandPH - Boyfriends - Cinderella - Down to Mars - Eurasia - Freestyle - Gee Girls - Gimme 5 - Hagibis - Harana - Hashtags - Hi-5 Philippines cast - Hotdog - Introvoys - JCS - Kitty Girls - Krissy & Ericka | - La Diva - Maasinhon Trio - Mabuhay Singers - Mak and the Dudes - MNL48 - Mocha Girls - Mus'ka - MYMP - Neocolours - Nexxus - Orange and Lemons - Pop Girls - Prettier Than Pink - Put3ska - Reycard Duet - SexBomb Girls - Side A - Smokey Mountain - South Border - Sugarpop - The Company - Tito, Vic & Joey - Top One Project - True Faith - Viva Hot Babes - VST & Company - XLR8 |

## Quốc tế công nhận
Năm 2010, album ra mắt của Charice Pempengco, vốn là người về thứ 3 trong chương trình Little Big Star và là hiện tượng trên YouTube, đã trở thành album đầu tiên của một nghệ sĩ châu Á lọt vào top 10 (vị trí thứ 8) của bảng xếp hạng Billboard 200 dành cho doanh thu album. Cô còn là một trong những nghệ sĩ châu Á đầu tiên có bài hát đạt đỉnh tại vị trí số 1 dành cho hạng mục Dance/Club Play Songs của Billboard.

## Khác
Một số nghệ sĩ nhạc pop của Pinoy cực kỳ nổi tiếng ở Philippines và một số cũng có cơ sở người hâm mộ ở các quốc gia khác - đặc biệt là ở châu Á, mà còn ở các nước phương Tây. Họ không chỉ ảnh hưởng đến âm nhạc, mà còn ảnh hưởng đến thời trang. Tính đến năm 2020, năm nghệ sĩ bán chạy nhất trong lịch sử bảng xếp hạng của Philippines là MNL48, SB19, Sarah Geronimo, KZ Tandingan và IV of Spades. Trong số năm, IV of Spades giữ kỷ lục là Nghệ sĩ ban nhạc Pop duy nhất.